# Raymond Moretti
Pour les articles homonymes, voir Moretti.
Raymond Moretti est un artiste peintre et sculpteur français du XXe siècle, né le 25 juillet 1931 à Nice et mort le 2 juin 2005 à Paris 13e.
Parmi ses réalisations, on trouve des affiches et des grands formats, ainsi que des illustrations. Il conçoit aussi des monuments comme le mémorial Rachi à Troyes, ou le pendule du centre commercial des Quatre-Temps dans le quartier d'affaires de La Défense. Il illustre aussi une trentaine de timbres pour la poste française. À partir du début des années 1970, ses œuvres illustrent régulièrement les couvertures du Magazine littéraire. Il est également le créateur du logo de la Direction centrale de la Police Judiciaire française.

## Biographie
Cette section ne s'appuie pas, ou pas assez, sur des sources secondaires ou tertiaires indépendantes du sujet. Le texte peut contenir des analyses inexactes ou inédites de sources primaires.
Pour l'améliorer, ajoutez-en, ou placez des modèles {{Source secondaire souhaitée}} ou {{Source secondaire nécessaire}} sur les passages mal sourcés. (janvier 2024)

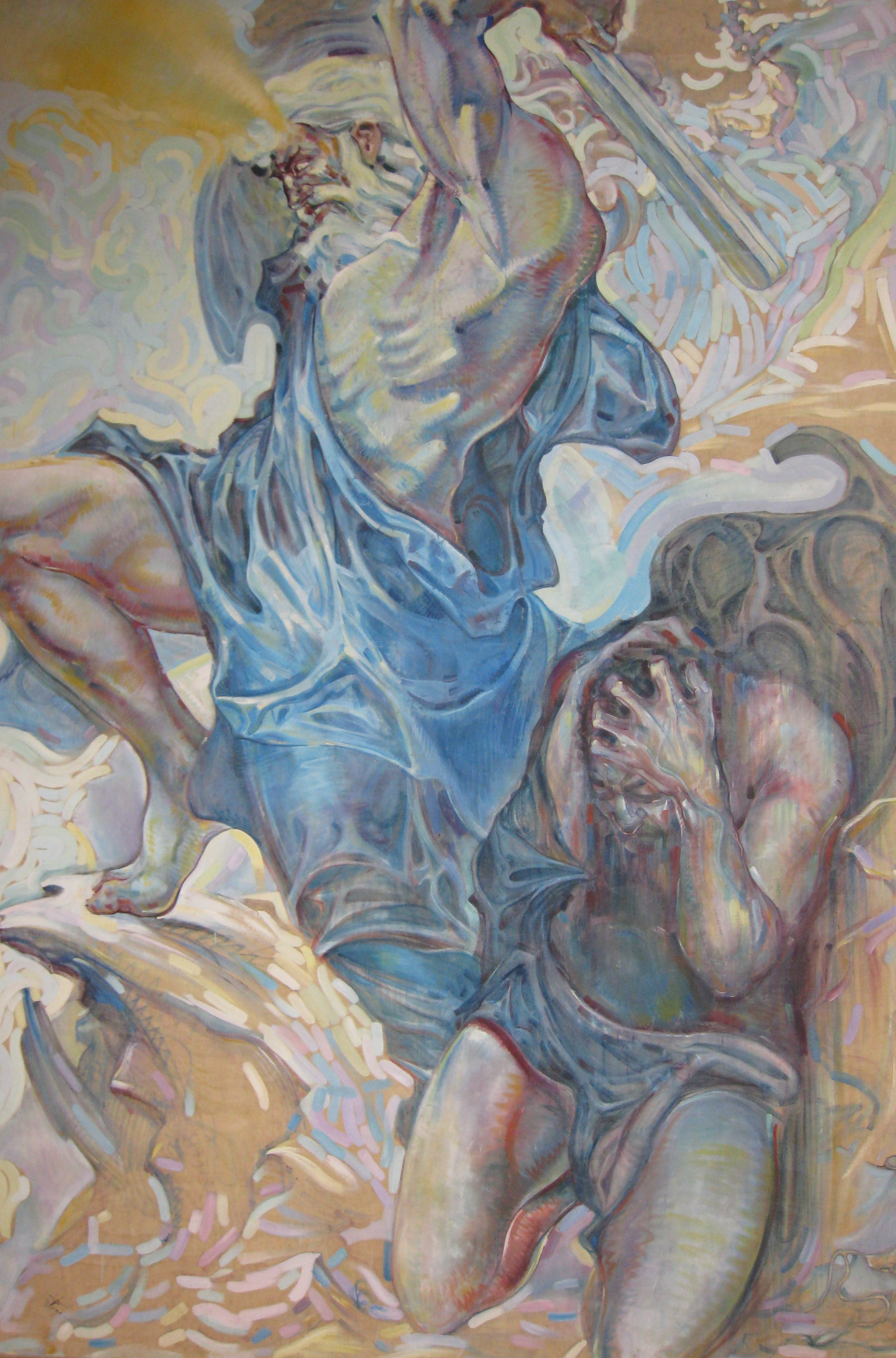
Moïse brisant les tables des lois, Université de Jérusalem, mont Scorpus

Raymond Moretti est né de parents italiens, d'origine modeste ; son père — athée — est un charpentier anarchiste de Toscane et sa mère — fervente catholique — est une femme de ménage ombrienne, ayant fui l'Italie fasciste de Mussolini.
À Nice, en 1942-43, il suit les cours de dessin au Conservatoire Municipal de Dessin et de Musique de la Villa Thiole, où il glane déjà les meilleures notes et les appréciations les plus élogieuses. En 1947 à 16 ans, il peint Moïse brisant les Tables de la Loi qui entre au Musée de l'Université de Jérusalem. Durant son service militaire au Maroc, il découvre le judaïsme et pendant deux ans prend des cours d’hébreu dans le quartier juif de Meknès. Il étudie la Torah, ce qui contribuera à enrichir son vocabulaire graphique pendant de longues années. 

## Les années 1960
Cette section ne s'appuie pas, ou pas assez, sur des sources secondaires ou tertiaires indépendantes du sujet. Le texte peut contenir des analyses inexactes ou inédites de sources primaires.
Pour l'améliorer, ajoutez-en, ou placez des modèles {{Source secondaire souhaitée}} ou {{Source secondaire nécessaire}} sur les passages mal sourcés. (janvier 2024)
En 1959 il obtient du maire Jean Médecin un des ateliers disponibles à la Villa Paradiso. La même année, le peintre réalise un portrait de profil de Dalida, ainsi que de Martine Carol et de Philippe Clay.
En 1962, aux Studios de la Victorine à Nice, en duo avec Jean Cocteau, il peint de nombreuses gouaches et une huile sur le thème de « L'Âge du Verseau », comme le relate Louis Nucera (L'Âge du Verseau, Cocteau - Moretti). En 1963 il rencontre Pablo Picasso et une grande amitié naîtra entre le jeune artiste et le vieux maître. Picasso suivra ensuite Moretti le long de sa carrière et sera présent dans les moments difficiles.
En 1965, l'exposition des « Cris du Monde » à Paris regroupe douze huiles de 12 mètres carrés chacune, dont  Holocauste maintenant exposée au Musée de Tel Aviv. En 1967, l'exposition à La Courneuve de l'ensemble de son œuvre reçoit un accueil triomphal.
En 1966, en collaboration avec l'éditeur Joseph Pardo, il illustre de 36 compositions Le Bateau Ivre de Rimbaud.
En 1967, il illustre le Poème Mécanique, de Robert Einbeck, qui résume l'esprit du monde mécanique dans lequel l'homme contemporain est prisonnier.

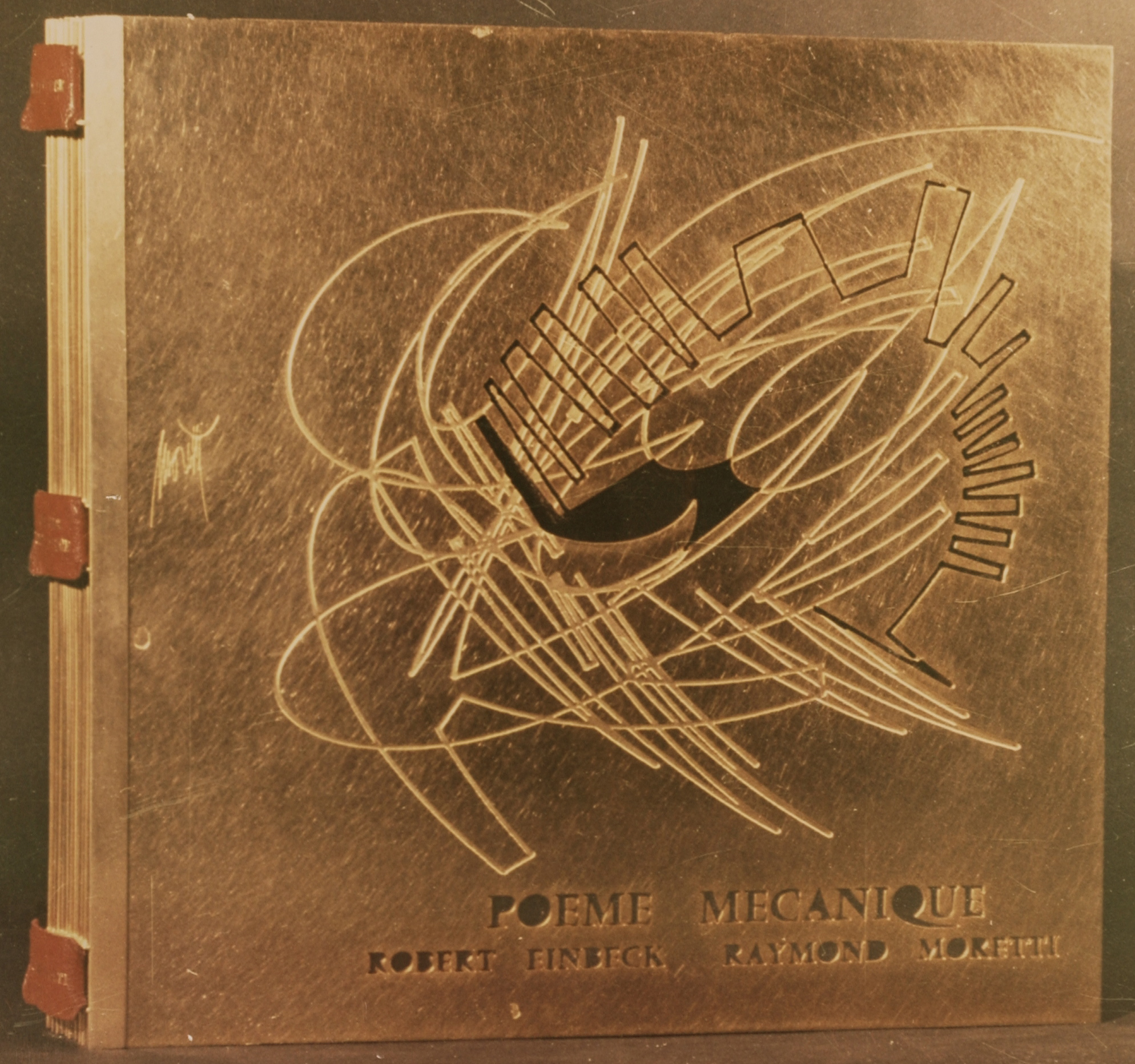
Illustration du Poème Mécanique de R. Einbeck, 1967

## Les années 1970-1980
Cette section ne s'appuie pas, ou pas assez, sur des sources secondaires ou tertiaires indépendantes du sujet. Le texte peut contenir des analyses inexactes ou inédites de sources primaires.
Pour l'améliorer, ajoutez-en, ou placez des modèles {{Source secondaire souhaitée}} ou {{Source secondaire nécessaire}} sur les passages mal sourcés. (janvier 2024)
De 1968 à 1975, il est choisi pour illustrer deux affiches officielles du carnaval de Nice.
En 1973, sa sculpture Le Monstre ainsi nommée par Joseph Kessel, se trouve à la Défense à Paris. Cette œuvre monumentale occupe une surface de 1 000 mètres carrés sur cinq étages.
En 1979, il décore le Forum des Halles de Paris d'une gigantesque fresque de 200 mètres carrés consacrée à l'histoire de l'Humanité. La fresque débute par l'homme de Tautavel dont le crâne vient d'être découvert (1971) et daté. Cette fresque est déplacée et installée à Tautavel (Pyrenées-Orientales) à proximité du Centre Européen de Préhistoire et inaugurée une nouvelle fois en 2002. Cette même année, Moretti illustre le livre De Gaulle par André Malraux.
En 1980, avec le grand-rabbin d'Israël Shlomo Goren, il illustre le « Haggadah de la Ve coupe » avec une traduction de Léon Ashkenazi et un texte du grand-rabbin de France René-Samuel Sirat.
En 1981, il réalise pour la télévision française (TF1), les décors des plateaux consacrés aux élections présidentielles, puis législatives.
Avec le Grand maître Michel de Just, il illustre un livre sur la franc-maçonnerie Chemin Initiatique.
Il sculpte Le pendule des Quatre Temps qui ornait la galerie marchande de la Défense.
Lors d'un hommage à Don Quichotte, il illustre la première de couverture de l'ouvrage Don Quijote, Profeta y cabalista.
En 1982, il crée le livre d'art Les Illuminations de Rimbaud, qui recevra l'Aigle d'or : une des plus hautes récompenses internationales attribuées à un livre d'art. Parution de Massada sur des textes du général Moshe Dayan et Uzi Narkis. Ce livre sera inauguré à Paris par François Mitterrand, Président de la République française. Le Musée des beaux-arts de Carcassonne lui consacre une rétrospective de son œuvre durant l'été.
En 1983, il présente la version américaine de Massada à New York, sous la présidence du docteur Henry Kissinger. Il dessine pour Vacheron-Constantin, la « Kallista », alors la montre la plus chère du monde. Il participe au livre Jazz avec Frank Tenot, Daniel Filipacchi, Michel Legrand, Claude Nougaro.
En 1984, Moretti crée les affiches de la campagne électorale de Shimon Peres en Israël. Deux timbres-poste consacrés à la commémoration du Débarquement et à la Résistance sont dessinés par Moretti. Il en fera plusieurs autres par la suite.
En 1985, paraît « L'Homme de la Mancha » de Jacques Brel. Suivront en 1986, « Les Œuvres Poétiques » de Jacques Brel.
En mai 1985, il est chargé de créer l'affiche de la plus importante manifestation d'art aux États-Unis, « ART Expo » de New York, ce qui est exceptionnel pour un peintre français.
En 1987, il illustre l'album Par Amour de Nana Mouskouri. Les illustrations de cet album seront utilisées à de nombreuses reprises pour les pochettes des albums de Nana Mouskouri à travers le monde, jusqu'à sur son coffret « intégral » en Grèce, paru en 2003 sous le titre Mia Phoni.
En 1988, « La Yona », colombe biblique stylisée à l'aide des caractères de l'alphabet hébreu, orne le porche de deux sanctuaires jumelés : la grande synagogue de la Victoire à Paris et la grande synagogue Hekhai-Schlomo à Jérusalem.
En 1989, le peintre illustre, pour le Bicentenaire de la Révolution Française, le « calendrier républicain » et conçoit « L'Arbre Lumières ». Il compose une fresque de feu de 60 mètres de large sur 20 mètres de haut destinée à être le clou du spectacle pyrotechnique du Trocadéro, le 15 juillet 1989.

## Les années 1990
Cette section ne s'appuie pas, ou pas assez, sur des sources secondaires ou tertiaires indépendantes du sujet. Le texte peut contenir des analyses inexactes ou inédites de sources primaires.
Pour l'améliorer, ajoutez-en, ou placez des modèles {{Source secondaire souhaitée}} ou {{Source secondaire nécessaire}} sur les passages mal sourcés. (janvier 2024)
En 1990, il décore, à la Défense, une triste cheminée d'aération qui culmine à 32 mètres. Il habillera l'excroissance inesthétique de 672 tubes de fibre de verre. Il inaugure à Troyes le « Mémorial Rachi », une sphère en acier carbone de 2,80 m de hauteur gravée de signes hébraïques.
En 1992, on célèbre le 300e numéro du Magazine littéraire qu'il illustre depuis vingt ans. Il réalise également une statue qui orne le Centre européen de préhistoire à Tautavel.
La même année, il sculpte un monument en hommage au rabbin et linguiste Rachi de Troyes, symbolisant une goutte d'encre.
Encore en 1992, il crée le logo de la Direction centrale de la Police judiciaire française, qui intègre le profil de Georges Clemenceau sur une tête de tigre.

Logo de la Direction centrale de la Police judiciaire, 1992

En 1993, il crée le trophée du Djangodor, une récompense pour les musiciens de jazz.
Il offre à l'office de tourisme parisien une affiche et une carte de vœux.
En 1997, on inaugure les arcades de la place du Capitole à Toulouse dont les plafonds sont ornés de 29 tableaux de 2,5 m sur 3,10 m, composés par Moretti, illustrant l'histoire de la cité depuis plus de deux millénaires. Il y dessine également une gigantesque croix occitane gravée sur le parvis du Capitole.

Il a également sculpté le décor de la première version de l'émission C'est pas sorcier.

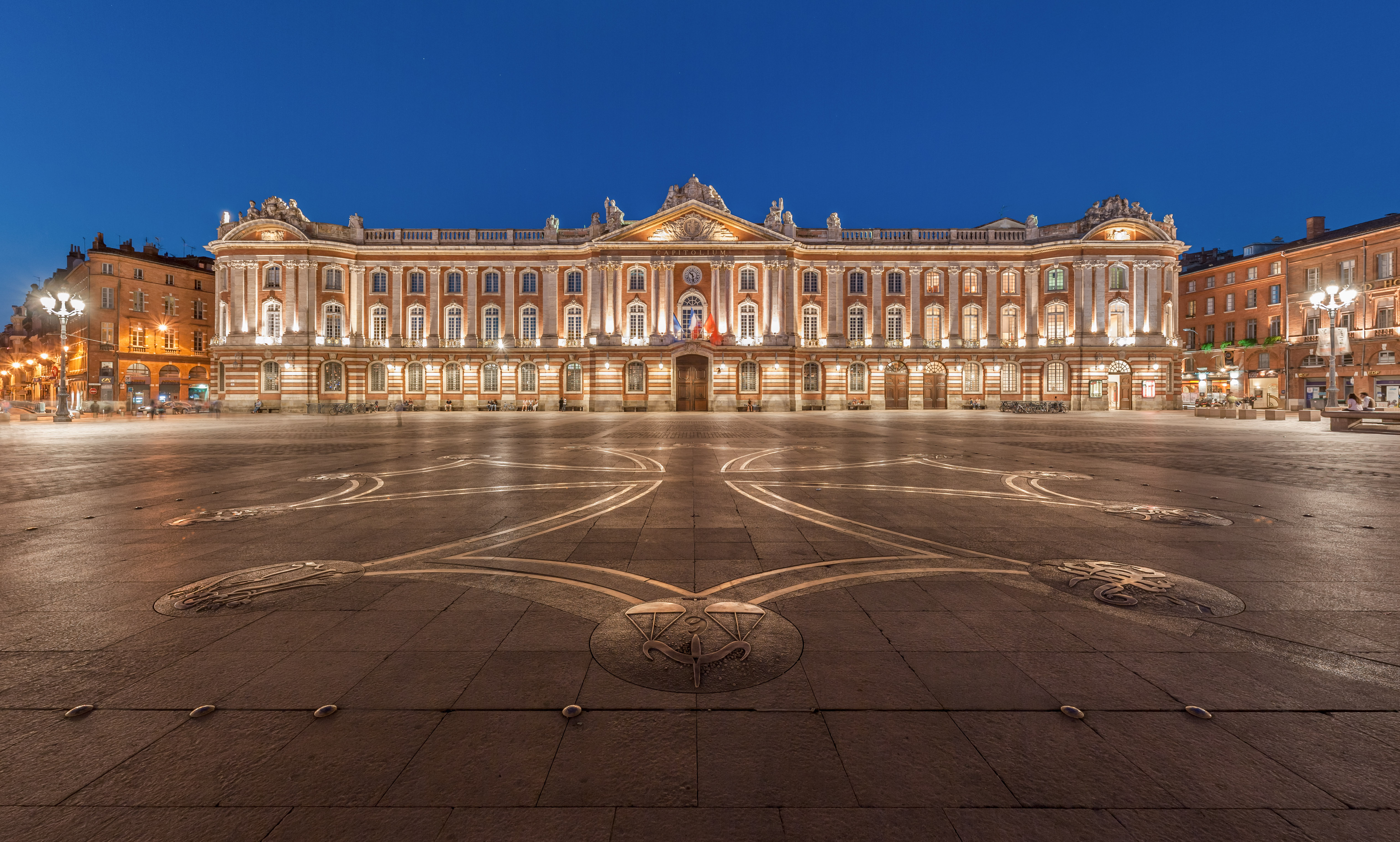
Croix occitane dessinée par Moretti, sur la place du Capitole à Toulouse.
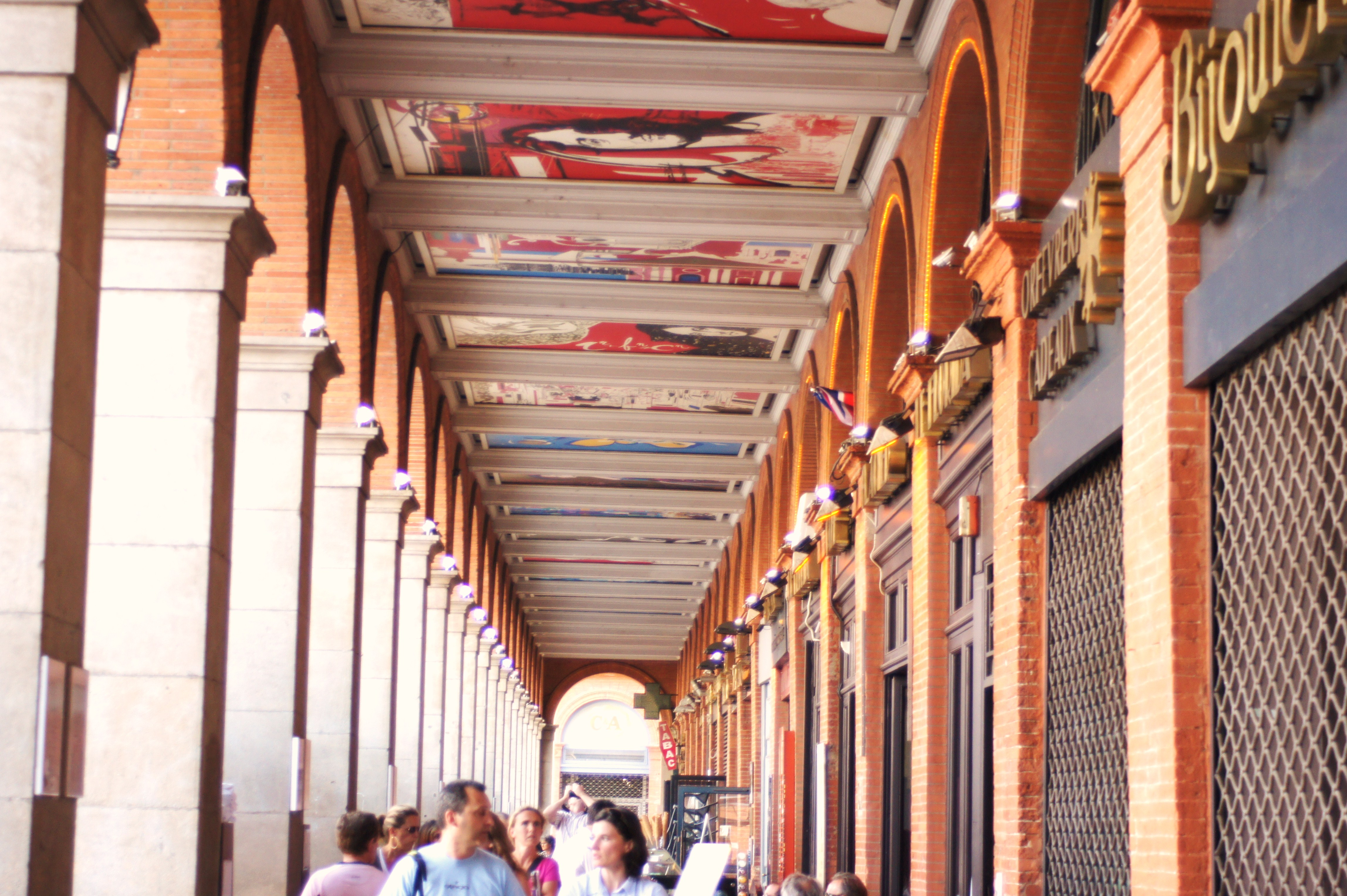
Galerie des arcades de la place du Capitole, à Toulouse.

## Les années 2000
Cette section ne s'appuie pas, ou pas assez, sur des sources secondaires ou tertiaires indépendantes du sujet. Le texte peut contenir des analyses inexactes ou inédites de sources primaires.
Pour l'améliorer, ajoutez-en, ou placez des modèles {{Source secondaire souhaitée}} ou {{Source secondaire nécessaire}} sur les passages mal sourcés. (janvier 2024)
En 2000, il réalise l'affiche de «  La dernière tournée« » de Charles Aznavour.
En 2004, il réalise l'estampe du portfolio pour le Prix Jacques-Goddet (trophée LCL), prix qui récompense chaque année le meilleur article de la presse francophone publié durant le Tour de France.
Toujours en 2004, il illustre également de cinq lithographies originales, Le Chant du peintre. Hommage à Bernard Hinault, un texte de Christophe Penot, paru chez Cristel Éditeur d'Art.

Le 27 avril 2005, à son domicile de La Défense, il signe Jacques Goddet. Trois visages, sa dernière lithographie.

## Timbres postaux illustrés par Moretti
Cette section ne s'appuie pas, ou pas assez, sur des sources secondaires ou tertiaires indépendantes du sujet. Le texte peut contenir des analyses inexactes ou inédites de sources primaires.
Pour l'améliorer, ajoutez-en, ou placez des modèles {{Source secondaire souhaitée}} ou {{Source secondaire nécessaire}} sur les passages mal sourcés. (janvier 2024)
À partir de 1984, il réalise une trentaine de timbres pour La Poste française, dont quatre timbres sur la Seconde Guerre mondiale, un sur la Guerre 1914-1918, des portraits comme ceux de Django Reinhardt ou Georges Brassens.
- 40e anniversaire de la Libération (triptyque), 1984, son premier timbre.

- Débarquements et Libération 1944-2004, 2004.